# Kubb (band)

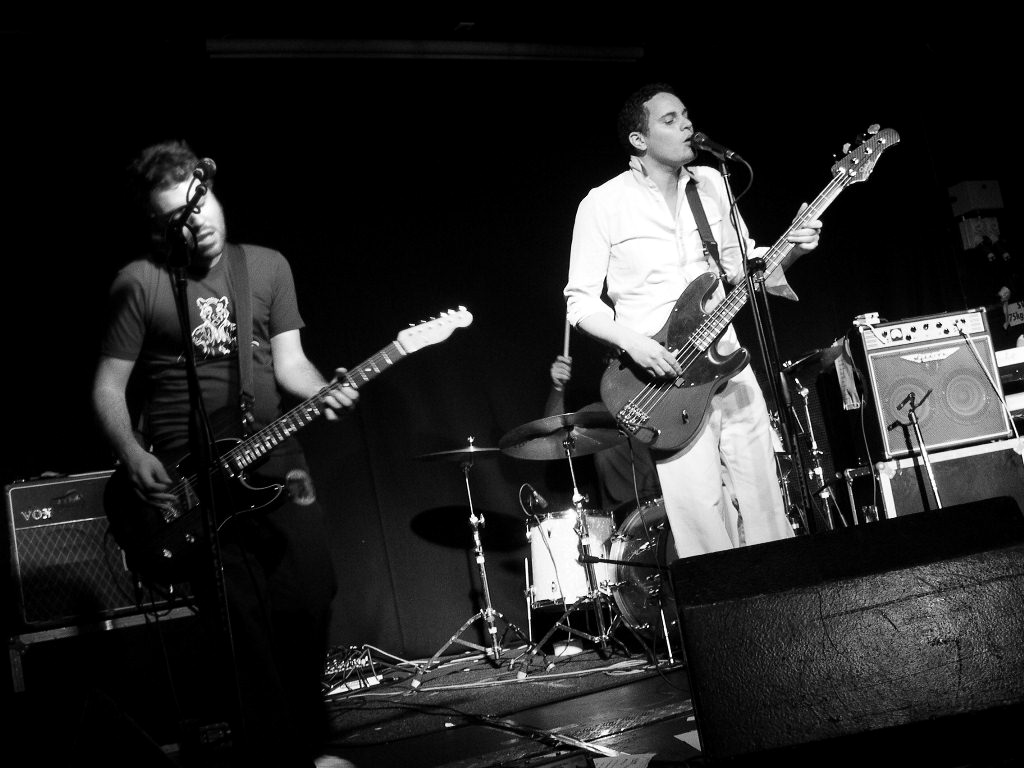
Kubb in 2006

Kubb is een indie rockband uit Londen, Groot-Brittannië. De groep is gevormd rond zanger en tekstschrijver Harry Collier. De andere bandleden zijn Dom Greensmith (drums), John Tilley (keyboard). De band bestaat sinds 2005, en is buiten Engeland vooral bekend vanwege de single "Wicked Soul".

## Geschiedenis
Harry Collier, geboren en getogen op Tobago als zoon van een Engelse priester en diens vrouw, werkte voor het bestaan van Kubb in een café. Toen daar op een avond de jarige Rollo Armstrong (van Faithless) binnen kwam werd Collier gevraagd een verjaardagsliedje voor hem te zingen. Rollo kon zijn stem zodanig waarderen dat hij hem uitnodigde in de studio. Via Armstrong leerde Collier Ben Langmaid en later Jeff Patterson kennen. Met zijn drieën besloten ze serieus liedjes te schrijven. In tegenstelling tot Collier hadden Langmaid en Patterson geen zin om de liedjes ook zelf uit te voeren in een band, en dus ging Collier op zoek naar bandleden. Via een oud tour-contact haalde Collier de drummer Dom Greensmith (ex-Reef) naar zijn band. Keyboardspeler John Tilley werd via NME direct uit het Greenwich Conservatoire gehaald, en Adj Buffone werd aangetrokken om de gitaar te spelen.
De band trad in eigen land onder andere op in de televisieshows "Friday Night with Jonathan Ross" en Later with Jools Holland. Eind 2005 kwam het debuutalbum van de band uit, Mother. Het album werd goud in Groot-Brittannië. De single "Wicked Soul" werd in 2006 in Nederland 3FM Megahit. Niet lang na het debuutalbum verliet gitarist Adj de band. In 2006 zong Collier nog mee met de single "Bombs" van Faithless.
Op dit moment werkt hij als enig overgebleven lid van de originele bezetting aan een nieuw Kubb-album.

## Discografie

### Albums
- Mother - (14 november 2005) - UK # 26
- Live from London (iTunes) - (7 maart 2006)

### Singles
From Mother:
- "Somebody Else" (30 mei, 2005)
- "Remain" (22 augustus, 2005), UK # 45
- "Wicked Soul" (7 november, 2005), UK # 25
- "Grow" (6 februari, 2006), UK # 18
- "Remain" (1 mei, 2006), UK # 189